# Bayubas de Arriba
Bayubas de Arriba è un comune spagnolo di 72 abitanti situato nella comunità autonoma di Castiglia e León.